# 구자라트대학역
구자라트대학역은 인도의 철도역이다.

## 역 주변
- 구자라트대학